# 宅男女神殺人狂
《宅男女神殺人狂》（英語：When Geek Meets Serial Killer），香港片名為《野狼與瑪莉》，是一部於2015年上映的香港電影。由張睿家、朱俊丞、連詩雅領銜主演。台灣於2015年5月22日上映，馬來西亞於2015年5月28日上映，香港則在2015年6月25日上映。本片改編自香港知名漫畫家鄭健和的《野狼與瑪莉》。

## 劇情簡介
張建禾（張睿家飾）高中畢業後就待在家裡畫漫畫，他最大的興趣是打電動，以及跟網友瑪莉在網上通宵聊天，是個名副其實的宅男。一天，建禾從夢中驚醒，發現自己躺在佈滿鮮血的家中，而好朋友成俊（鯰魚哥）的脖子上竟然被鴨嘴筆刺穿。為免屍體被人發現，建禾根據網絡流傳的民間招數，著手進行他的「烘乾計畫」。他在超市購買備戰用品時，無意間引起了Ming仔（Ming仔飾）的關注，Ming仔誤以為建禾要自殺，因而鬧出了一連串笑話。
回程路上，建禾又碰巧遇上巡邏的警察家明（朱俊丞飾）臨檢。在通過重重的困難之後，建禾才從成俊的手機簡訊中發現，自己交往3年的女朋友雅詩（連詩雅飾），雖然外表單純乖巧善良，但原來一直跟好友成俊有著深度的交往關係。雅詩突然的登門拜訪令建禾措手不及，最終還是被雅詩發現了屍體，找了警察上門。外表公義善良的警察家明，一轉身便把建禾跟雅詩打暈，原來他就是最近紅遍大街小巷，卻讓警察一直毫無頭緒的連環殺人犯。

## 演員陣容
| 演員姓名 | 角色名稱 | 介紹         |
| 張睿家   | 張建禾   | 宅男，漫畫家 |
| 連詩雅   | 雅詩     | 女神         |
| 朱俊丞   | 家明     | 殺人狂       |

### 其他演員
| 演員姓名 | 角色名稱    | 介紹               |
| 葉良財   | Kuen Tin Wu | 家明的父親         |
| 章家瑄   | 瑪莉        | 家明的母親         |
| 林建予   | 成俊        |                    |
| 蔡耀晟   | 建禾(中學)  |                    |
| 黃威鑫   | 家明(中學)  |                    |
| 蕭小龍   | 家明(小學)  |                    |
| Ming仔   | Ming仔      |                    |
| 黃秦硯   |             | 家明父親的外遇對象 |
| 王自強   | 羅彼得      |                    |
| 陳鳳     | 美雪        |                    |
| 王心嫚   | 雅詩的朋友  |                    |

### 客串演員
| 演員姓名 | 角色名稱 | 介紹 |
| Twinko   | Twinko   |      |
| 鄭健和   | 鄭健和   |      |

## 級別
| 國家 | 評級  |
| 香港 | III級 |

## 電影歌曲
| 曲別   | 歌名     | 演唱者 | 作詞   | 作曲    | 編曲    |
| 主題曲 | 說我愛你 | Twinko | 張國祥 | Chris K | Chris K |

## 製作
- 製作人：李建興
- 導演：鄭建和、金沛晟
- 編劇：
- 製作公司：松江文化、紅元素製作有限公司
- 攝影:余尚賓

## 外部連結
- 宅男女神殺人狂的Facebook專頁
- Yahoo奇摩電影上《宅男女神殺人狂》的資料（繁體中文）
- 開眼電影網上《宅男女神殺人狂》的資料（繁體中文）
- 豆瓣电影上《宅男女神殺人狂》的資料 （简体中文）
- 时光网上《宅男女神殺人狂》的資料（简体中文）
- 香港影庫上《宅男女神殺人狂》的資料（繁體中文）
- 互联网电影数据库（IMDb）上《宅男女神殺人狂》的资料（英文）